# Bazsa Mári libája
A Bazsa Mári libája kezdetű magyar népdalt Bartók Béla gyűjtötte a Csanád vármegyei Apátfalván 1906-ban.
Feldolgozás:
| Szerző          | Mire                         | Mű                                               | Előadás |
| --------------- | ---------------------------- | ------------------------------------------------ | ------- |
| Bartók Béla     | két hegedű                   | 44 duó két hegedűre 18. darab: Menetelő nóta (2) | [ 1 ]   |
| Gárdonyi Zoltán | négykezes zongora            | Hopp ide tisztán… 19. darab                      |         |
| Ludvig József   | ének, zongora, gitárakkordok | A csitári hegyek alatt, 27. oldal                |         |

## Kotta és dallam
Bazsa Mári libája

beúszott a Tiszába,

kettőt lépett utána,

sáros lett a Bazsa Mári fehér alsószoknyája.

## Felvételek
- Bazsa Mári libája. Ének: Solti Károly. Kísér Lakatos Sándor és zenekara  YouTube (1963. március 11.)  (Hozzáférés: 2016. április 7.) (audió)
- Bazsa Mári libája (egyveleg). YouTube (2014. május 11.)  (Hozzáférés: 2016. április 7.) (audió) 0:48-ig.